# قائمة البعثات الدبلوماسية البحرينية

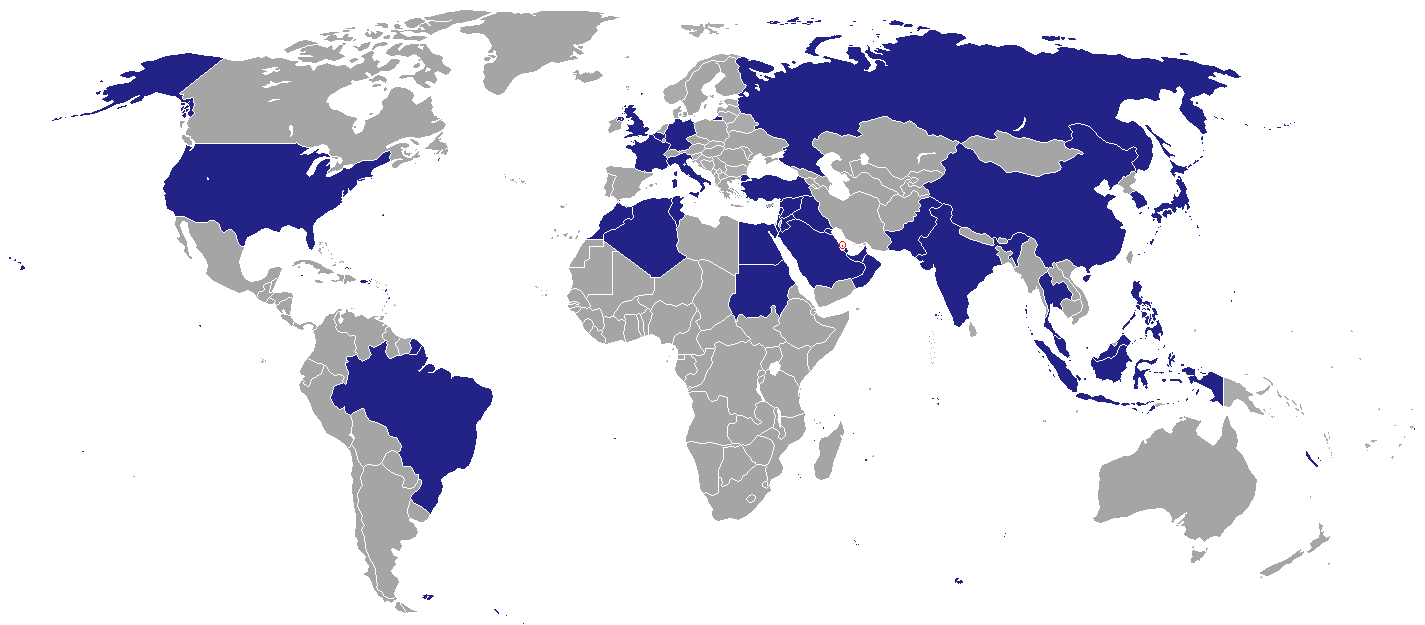
الدول التي تستضيف بعثة دبلوماسية بحرينية

هذه قائمة البعثات الدبلوماسية البحرينية في الخارج

## أوروبا

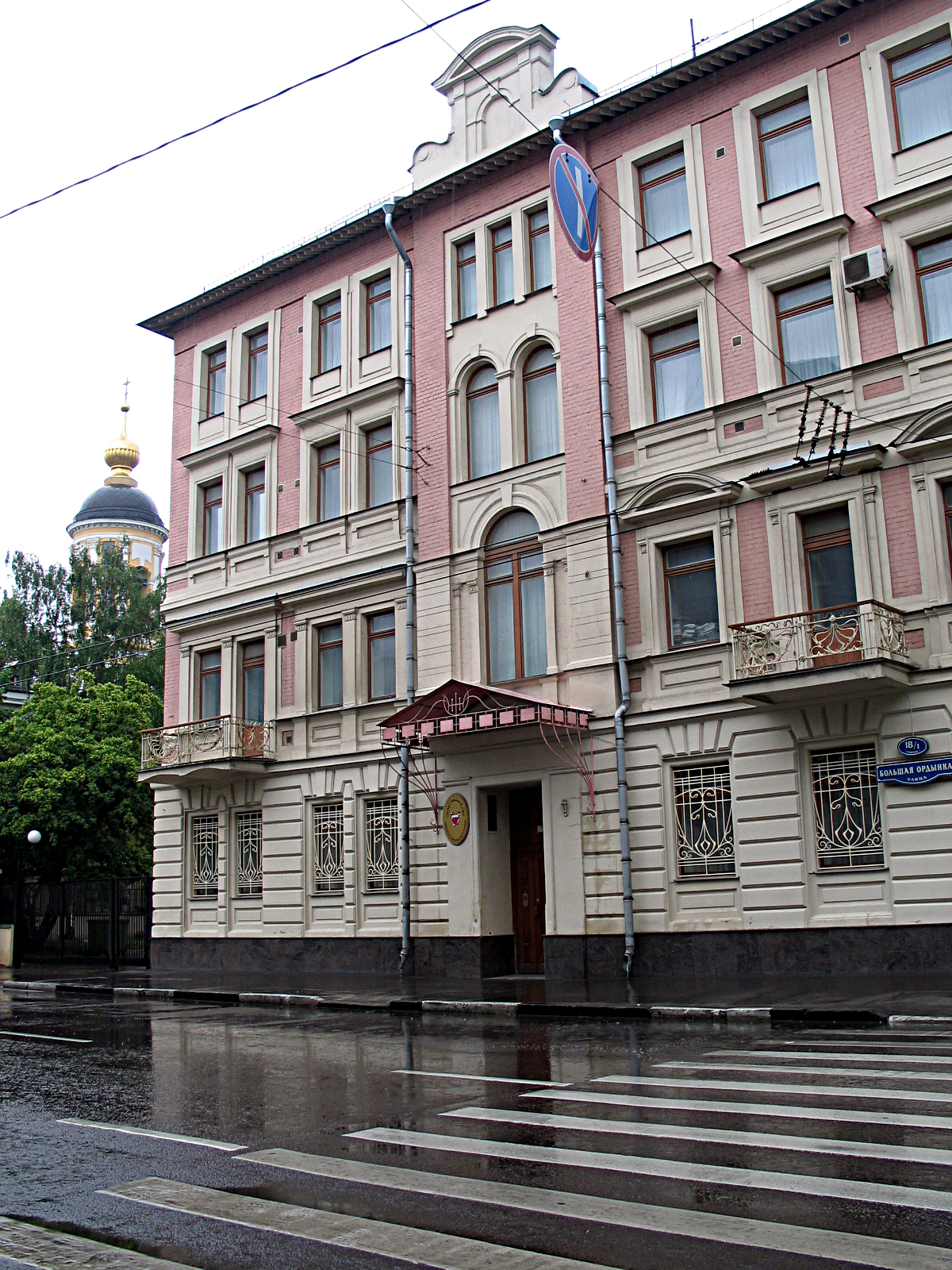
السفارة البحرينية في موسكو

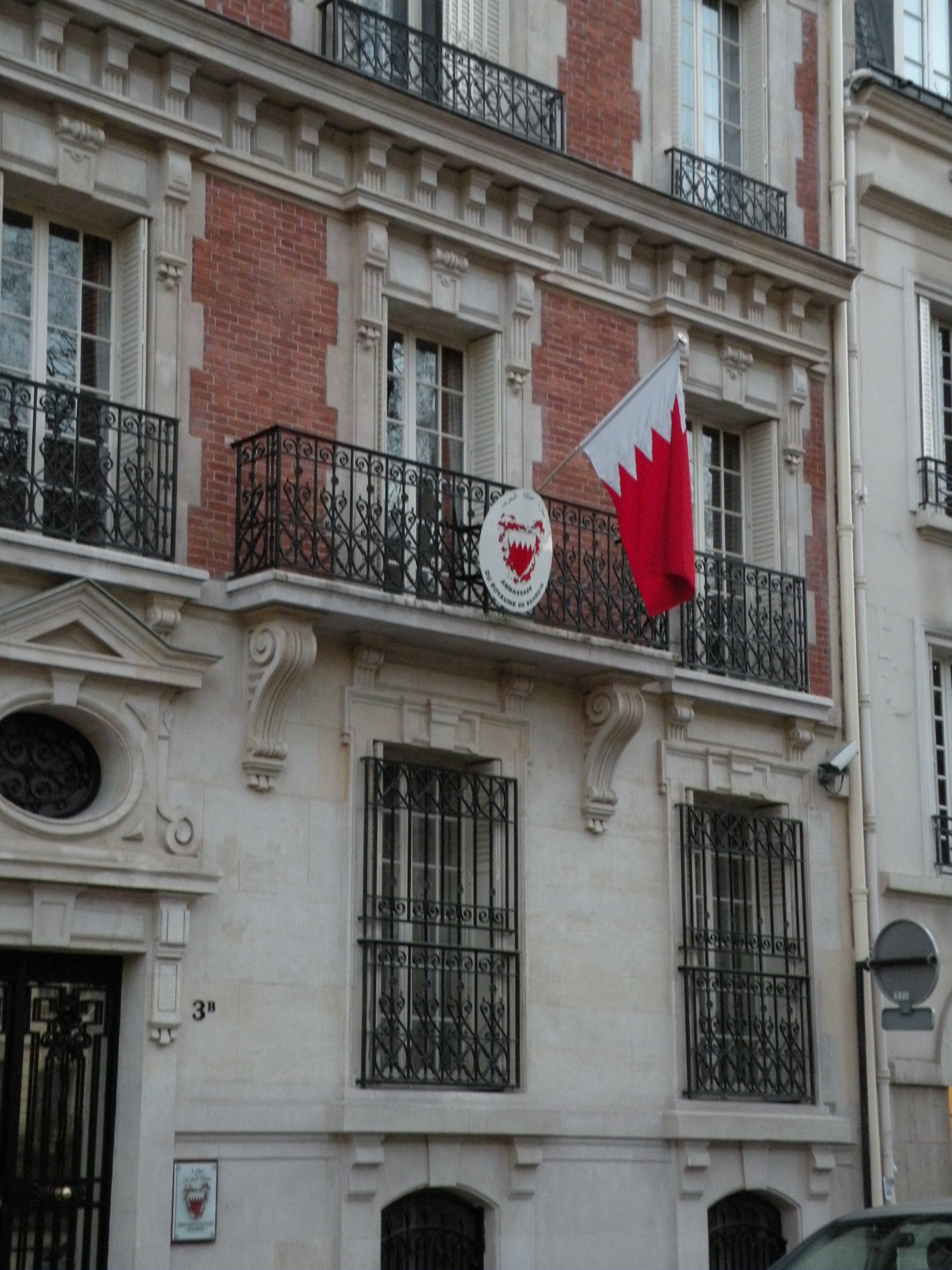
السفارة البحرينية في باريس

- بلجيكا
  - بروكسل (سفارة)
- فرنسا
  - باريس (سفارة)
- ألمانيا
  - برلين (سفارة)
- روسيا
  - موسكو (سفارة)
- المملكة المتحدة
  - لندن (سفارة)
- صربيا

- بلغراد (مخطط لها)[1]

## أمريكا الشمالية

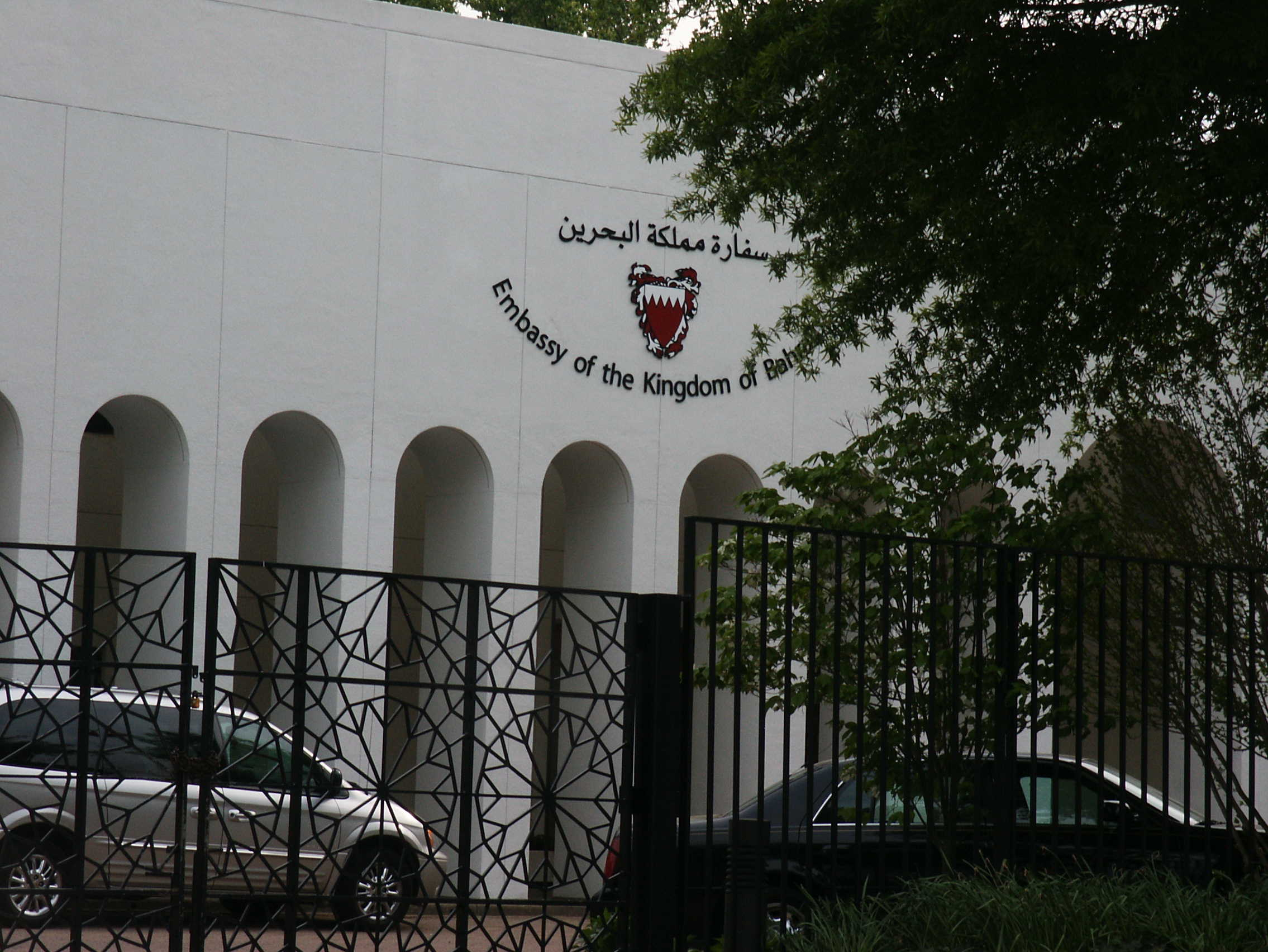
السفارة البحرينية في واشنطن العاصمة

- الولايات المتحدة
  - واشنطن العاصمة (سفارة)

## آسيا
- الصين
  - بكين (سفارة)
  -  هونغ كونغ (قنصلية)
- الهند
  - نيو دلهي (سفارة)
  - مومباي (قنصلية)
- اليابان
  - طوكيو (سفارة)
- باكستان
  - اسلام اباد (سفارة)
  - كراتشي (قنصلية)
- تايلاند
  - بانكوك (سفارة)

## الشرق الأوسط
- الأردن
  - عمان (سفارة)
- العراق
  - بغداد (سفارة)
  - النجف (قنصلية)
- الكويت
  - مدينة الكويت (سفارة)
- عمان
  - مسقط (سفارة)
- السعودية
  - الرياض (سفارة)
  - جدة (قنصلية)
- تركيا
  - انقرة (سفارة)
- الإمارات العربية المتحدة
  - أبوظبي (سفارة)

## أفريقيا
- الجزائر
  - الجزائر (سفارة)
- مصر
  - القاهرة (سفارة)
- المغرب
  - الرباط (سفارة)
  - العيون (القنصلية العامة)
- تونس
  - تونس (سفارة)

## المنظمات المتعددة الأطراف
- بروكسل (البعثة الدائمة لدى الاتحاد الأوروبي)
- القاهرة (البعثة الدائمة لدى الدول العربية)
- جنيف (البعثة الدائمة لدى الأمم المتحدة )
- نيويورك (البعثة الدائمة لدى الأمم المتحدة)